# Ассунта Пассерини
Ассунта (Вознесение Девы Марии) Пассерини (итал. L'Assunta Passerini) — алтарная картина, написанная выдающимся итальянским художником эпохи Высокого Возрождения Андреа дель Сарто. Картина написана маслом на дереве (379 x 222 см), датируется 1526 годом. Хранится в галерее Палатина в Палаццо Питти во Флоренции рядом с другой картиной того же художника «Ассунтой Панчатики».

## История
Картина была заказана Маргаритой Пассерини для её алтаря в церкви Санта-Мария-фуори-ле-Мура в Кортоне (Тоскана); контракт датирован 1526 годом, в нём указана согласованная цена в 155 флоринов. В 1553 году монахи переехали со своим имуществом и алтарями в церковь Сант-Антонио-деи-Серви. В 1639 году алтарный образ был приобретён великим герцогом Фердинандо II Медичи, а его копия была предложена церкви. Ныне она находится в Епархиальном музее Кортоны.

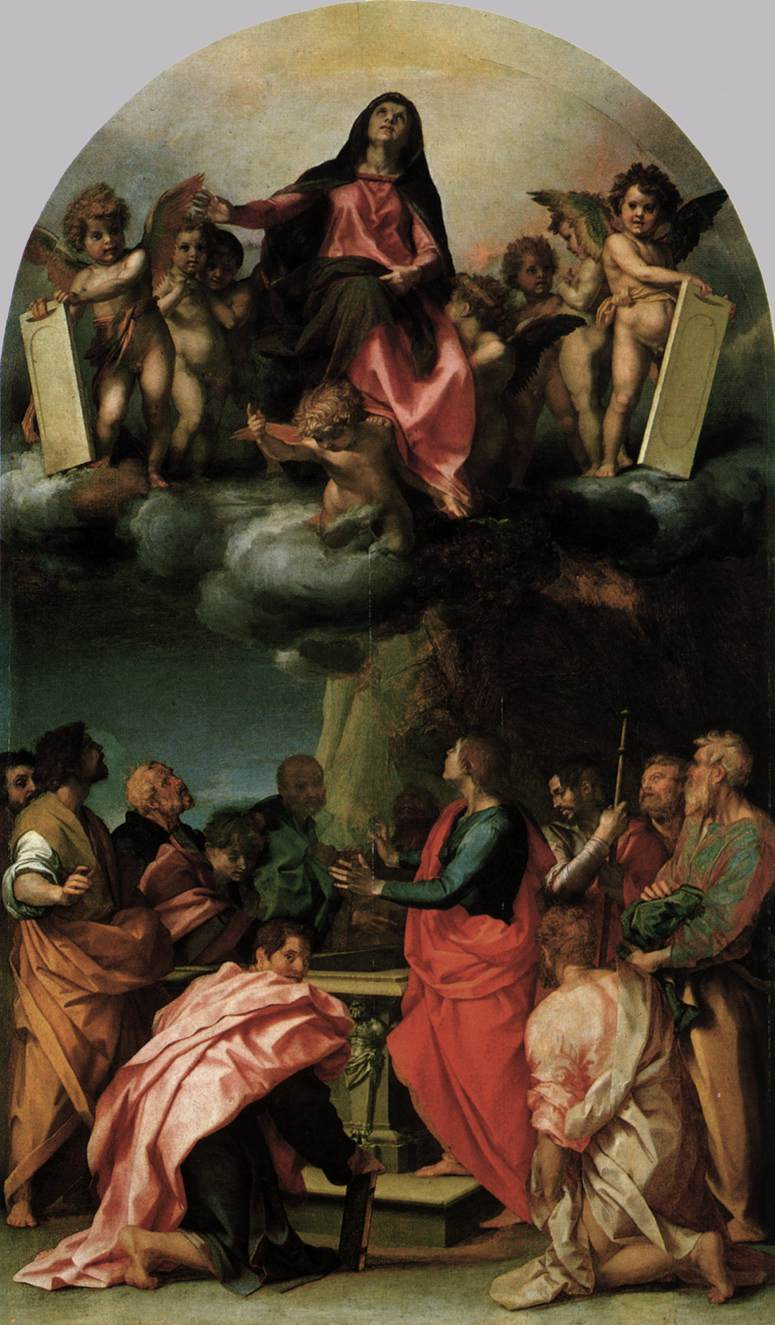
Aндреа дель Сарто. Ассунта Панчатики. 1522—1523. Дерево, масло. Палаццо Питти, Флоренция

При написании алтаря Андреа дель Сарто повторил композицию другой своей картины той же иконографии: Ассунты Панчатики. Исследования подтвердили, что именно «Панчатика» была прототипом: из анализа подготовительных рисунков ясно, что художник повторно использовал рисунки первого произведения. Когда великий князь Фердинандо приобрёл вторую работу, два произведения образовали подобие ансамбля, который поддерживался экспозицией галереи Палаццо Питти и подчеркивался идентичными рамами и одинаковыми размерами, полученными путем небольшого удлинения формата Ассунты Панчатики.

## Композиция и стиль
По сравнению с первой версией изменений было немного, в основном связанных с фоном, тёмным, а не пейзажным, с иным положением Девы Марии и ангелов вокруг Неё, с заменой коленопреклоненного апостола справа на Святую Маргариту Кортонскую (канонизированную папой Львом X в 1515 году). Святая Маргарита была небесной покровительницей заказчицы, а апостол слева был преобразован в фигуру святого Николая, покровителя отца (или умершего сына) заказчицы.
Фигура Марии, склонённой в молитвенной позе, демонстрирует более совершенное владение рисунком. В то время художник уже был женат, поэтому, как вспоминал Джорджо Вазари, его жена часто выступала в качестве натурщицы; фактически её портрет запечатлен в лице Девы Марии.
Цветовые контрасты стали сильнее: драпировки подцвечены переливающимися оттенками, а рисунок складок одеяний, возможно, сделан под влиянием гравюр Альбрехта Дюрера. Вместо обычных полутонов и лёгкого сфумато художник создал яркое световое сияние, предвещающее живописные эффекты итальянского барокко XVII века.